# Steyrling (rivière)
La Steyrling set une rivière autrichienne d'une longueur de 14 km qui coule dans le land de la Haute-Autriche. Elle est un affluent de la Steyr et donc un sous-affluent du Danube par l'Enns.